# Nelu Stratan
Nelu Stratan (n. 11 iunie 1965, Nișcani, Republica Moldova – d. 8 februarie 2017, Chișinău, Republica Moldova), cunoscut simplu sub numele de Nelu, a fost un interpret și producător moldovean de muzică folk și rock, fratele mai mare al lui Pavel Stratan. A copilărit ascultând muzica unor cântăreți precum Mirabela Dauer, Corina Chiriac sau Dan Spătaru.
Până să își înceapă cariera de solist, Nelu a lucrat într-un studio unde se înregistrau casete, apoi se vindeau, iar mai târziu la o firmă care se ocupa cu imprimarea casetelor. A devenit cunoscut ca producător muzical în Republica Moldova, unde a lucrat cu mulți artiști, inclusiv cu fratele său, Pavel, care a lansat trei albume de studio.
În 2003 a lansat piesa Ultima noapte de pe albumul cu același nume, care a fost aleasă hitul anului în 2005. În România s-a lansat cu piesa Zai, zai inspirată dintr-un cântec al lui Joe Dassin; aceasta a beneficiat și de un videoclip în regia lui Igor Cobîleanski.

## Discografie
- 2005: Ultima noapte